# Marquesat de Savona
La Marca de Savona, després marquesat de Savona fou una antiga jurisdicció feudal a la península Itàlica; la marca formava part dels territoris originals d'Aleram, el fundador de la nissaga dels aleramici.
A la mort del seu net Bonifaci del Vasto, titulat marquès de Savona, el marquesat fou per un dels fills, Enric del Vasto o Enric I el Guerxo (o el Valerós) que potser va agafar el cognom Del Carreto (Enric I del Carreto). Enric I va ser aliat de l'emperador Frederic I Barba-roja i va rebre confirmació del feu per diploma de juliol de 1162
La branca del Carreto es va dividir a la seva mort vers el 1185 entre els seus dos fills Otó i Enric (II). Otó va rebre Savona i els feus paterns a l'est de la línia ideal que uneix Carcare i Alba (Piemont), i principalment el territori entre els dos rius Bormida. El territori d'Otó es perllongava cap al nord-est fins prop d'Acqui, on es trobaven els feus de Sessame, Bubbio, Cassinasco, Monastero Bormida i Ponti, Des de Ponti la frontera anava cap al sud al llarg de la vall del riu Bormida di Spigno, fins als castells de Dego, Carretto, i Cairo (Cairo-Montenotte). Enric II pel seu costat, va rebre la part occidental dels dominis paterns, una franja de territori que s'estenia gairebé des de Finale Ligure fins a Alba, passant per Osiglia, Millesimo, Clavesana i Novello, incloent Noli. El castell de Carcare, que dominava el pas del riu Bormida di Spigno, romania com a domini comú i assegurava uns peatges lucratius; el territori de Ligúria entre Vado Ligure i Noli (amb el castell de Segno) també romania comú, ja que era un centre comercial que dominava el comerç procedent dels vaixells que feien escala a la badia de Vado, els ingressos dels quals lucraven als marquesos.
Otó hauria estat realment qui va agafar el cognom Del Carretto del castell de Carretto prop de Cairo (Cairo-Montenotte). Otó va cedir ràpidament a la seva autonomia política: l'abril de 1191 va vendre per 1.500 lliures tots els béns i els drets feudals que tenia a Savona i els seus voltants. A continuació, Otó va cedir els drets sobre els seus dominis feudals a la Langhe a favor de la ciutat d'Asti (1209) en part, i la resta a la república de Gènova (1214), obtenint a canvi la restauració d'aquests béns com a vassall, per a si i pels seus hereus. D'ell descendeixen per exemple els Del Carretto de Ponti i Sessame.
Després del 1191 el títol merament nominal de "marquès de Savona" fou assignat al degà de la família sobirana dels Del Carretto marquesos de Finale i les branques derivades. Durant segles el cap de la família va conservar el títol sense cap valor. En canvi Gènova va procurar sempre que el títol no fou utilitzat perquè suposava una oposició jurídica al seu domini sobre Savona.